# Champlain (A623)
Pour les autres navires du même nom, voir Champlain (navire).
Le Champlain est un bâtiment de soutien et d'assistance outre-mer (BSAOM) de la Marine française, le troisième navire de la classe d'Entrecasteaux.
Il est désigné en tant que bâtiment multi-missions (B2M) de son neuvage jusqu’en janvier 2019. Il est lancé en 2016 et admis au service actif le 4 juillet 2017 puis basé à Port-des-Galets à La Réunion pour assurer ses missions. Il porte le nom du navigateur, explorateur et géographe français Samuel de Champlain, fondateur de la ville de Québec.

## Caractéristiques
Le BSAOM est un bâtiment de soutien hauturier inspiré du format plateform supply vessel (PSV), disposant d'une grande capacité de chargement en pontée et en soute. Long de 65 m, et déplaçant jusqu'à 2 300 tonnes en lourd, il est armé par deux équipages de vingt-quatre marins, qui se succèdent tous les quatre mois.
Il possède plusieurs embarcations annexes :
- Une embarcation de servitude (EMBSV), chaland amphibie pouvant transporter 3,5t de fret, douze hommes ou un véhicule tout-terrain (VT4, P4, Land Rover...) ;
- Deux embarcations de drome opérationnelle (EDO), semi-rigides rapides d'intervention et de sauvetage ;
- Une embarcation pneumatique d'appoint (FUTURA).

Le BSAOM bénéficie d'une autonomie de trente jours, avec quarante personnes à bord, et peut parcourir jusqu'à 5 000 nautiques à la vitesse de 12 nœuds. Sa capacité d'emport est adaptée aux missions de ravitaillement ou d'assistance humanitaire :
- Une grue de capacité de levage de 12 tonnes ;
- Six conteneurs EVP (ou reefers) en pontée ou environ dix à douze véhicules (P4, TRM2000, GBC...) ;
- Environ 30 m2 de stockage en soute (soit vingt palettes et matériel divers) ;
- 3 m3 d'essence en cuves largables ;
- 150 m3 d'eau douce ;
- 400 m3 de gazole (dont la consommation du bâtiment).

## Historique
Entérinés par la loi de programmation militaire de 2013, et financés par le ministère des Armées, les BSAOM répondent à un besoin militaire et interministériel dans les territoires d'Outre-mer.
Le navire est commandé au chantier Piriou par la Direction générale de l'Armement (DGA) le 30 décembre 2013. Lancé le 22 août 2016, il est livré à la Marine nationale le 2 décembre 2016 ; date à laquelle son  commandant, le lieutenant de vaisseau Jérémy Montastier prend également ses fonctions à bord du navire. Il est au mouillage dans son port d'attache, Port-des-Galets, à La Réunion depuis le 22 juin 2017.
L'équipage B du Champlain est constitué le 10 juillet 2017, et prend la charge du bâtiment pour la première fois le 25 août suivant.

## Missions
Sous l'autorité organique de la Force d'action navale (ALFAN), le Champlain est mis au service des Forces armées dans la zone sud de l'Océan indien (FAZSOI).
En dehors du contrôle de la souveraineté des eaux territoriales françaises et surtout de la zone économique exclusive dans le nord de l'Océan Indien, l'une des principales missions du Champlain est d'assurer quatre fois par an, en général en passant par Mayotte, le ravitaillement logistique des bases françaises militaires et scientifiques des îles Éparses que sont Europa, Juan de Nova et les îles Glorieuses.

## Carrière opérationnelle

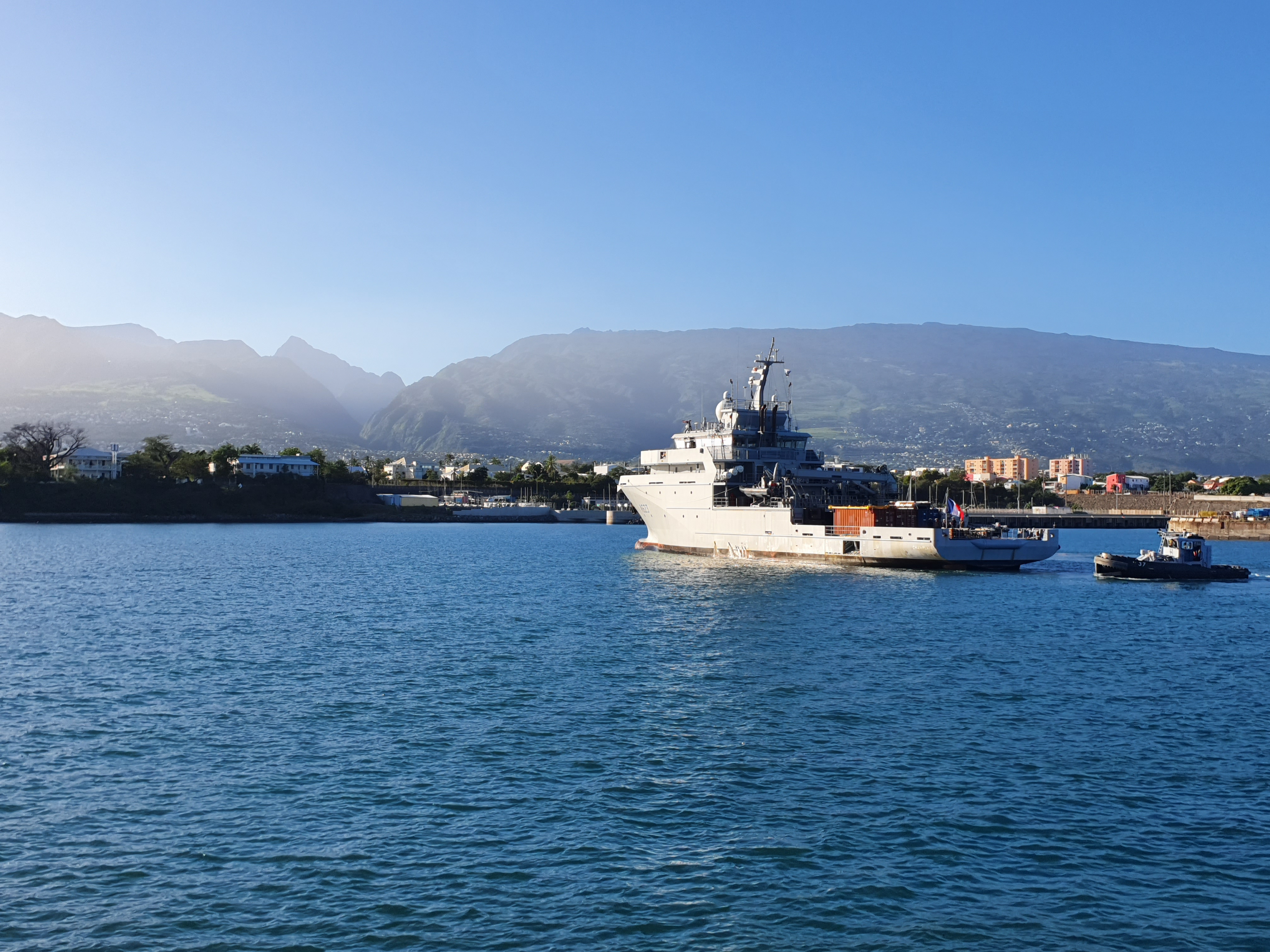
Le BSAOM Champlain rentre à son port-base, à la Réunion.

En mars 2018, l'aventurier et écrivain Sylvain Tesson embarque à bord pour une tournée de ravitaillement des îles Eparses. Un documentaire de France ô est tiré de cette expérience.
En avril 2019, il réalise une saisie de 240 kg d’héroïne au cours d'une mission de surveillance au large de la Tanzanie,.
En mai 2019, il achemine près de 5 tonnes de fret humanitaire aux Comores, à destination des populations sinistrées par le cyclone Kenneth.
En février 2020, au cours d'une mission de surveillance maritime dans le canal du Mozambique, le Champlain accueille, lors d'une escale à Maputo, la rencontre entre le ministre des Affaires étrangères français Jean-Yves Le Drian et le ministre de la défense mozambicain Jaime Bessa Neto.
En avril 2020, il assure une livraison d'oxygène liquide et d'alcool à usage médical à Mayotte lors de la pandémie à Coronavirus de 2020.
En mai 2020, il participe à la mission MAYOBS 13-2, de maintenance des sismomètres d'observation du volcan sous-marin de Mayotte, en coopération avec l'Ifremer et l'IPGP,,.
Le patrouilleur malgache Trozona est ravitaillé en gazole à plusieurs reprises par le Champlain, dans le cadre d'accords entre la France et Madagascar,.
En août 2020, le Champlain porte assistance aux autorités mauriciennes, dans la lutte contre la pollution engendrée par le MV Wakashio, en déployant un barrage et en acheminant du matériel anti-pollution et l'équipe spécialisée de la base navale de Port-des-Galets.
En avril 2021, le bateau embarque une équipe de quatre personnes (IRD, TAAF, CNRS, Université de La Réunion), pour la campagne de mesures CLIM-EPARSES visant à évaluer les impacts du changement climatique sur les récifs coralliens.
Dans le cadre de la lutte contre les narcotrafics dans l'Océan Indien, le navire réalise le 13 février 2024, au large de Mayotte et à proximité des Comores, la saisie de 1,6 tonne de drogue de synthèse de type méthamphétamine.
En décembre 2024, il est mobilisé pour porter assistance aux habitants de Mayotte à la suite du cyclone Chido.

## Liste des commandants successifs
| Equipage A                               | Equipage A      | Equipage A      | Equipage B                                     | Equipage B      | Equipage B      |
| ---------------------------------------- | --------------- | --------------- | ---------------------------------------------- | --------------- | --------------- |
| Capitaine de corvette Jérémy Montastier  | 2 décembre 2016 | 5 juillet 2018  | Capitaine de corvette Michel Perthuisot        | 13 juillet 2017 | 30 juillet 2019 |
| Lieutenant de vaisseau Edouard Lanquetot | 5 juillet 2018  | 27 juillet 2020 | Lieutenant de vaisseau Pierre-Gauthier Tilquin | 30 juillet 2019 |                 |
| Capitaine de corvette Clément Arboy      | 27 juillet 2020 |                 |                                                |                 |                 |

## Hommages
Les Terres australes et antarctiques françaises ont émis un timbre-poste Le Champlain, dessiné par Cyril de La Patellière.